# Il mio mestiere
Il mio mestiere è un album doppio di Gino Paoli del 1977.

## Il disco
La Durium, l'etichetta discografica che lo produsse, avrebbe voluto, per Paoli, pubblicare un'altra antologia di vecchi successi, cavalcando l'onda di un rinnovato interesse generale per i revival. Ma il cantautore, quasi per dispetto e seppur fosse stato da lungo tempo condannato all'oblio dal panorama musicale di quegli anni, decide di tornare in sala di incisione, dopo due anni di assenza, con diciotto inediti.
Diciotto brani, nemmeno tipicamente "paoliani", che riescono incomprensibili al pubblico "giovane" degli anni Settanta, e che frastornano quello già consolidato del cantautore.
La donna e l'amore, temi costanti di Paoli, sono in questo album quasi del tutto assenti o riletti in una chiave molto più desolata e malinconica che in passato.
Eccetto 67 parole d'amore, rimasta la più celebre dell'album - la sola oltre a Dir di no dir di sì (di recente stampata in cd e della quale esiste anche una versione strumentale e che fu usata come sigla dell'emittente tv genovese Tivuesse_Telesecolo) ad essere riproposta in antologie, le canzoni spaziano tra i temi dell'omosessualità (I fiori diversi), dell'emarginazione (Gli amanti brutti), della difficile condizione della comunicazione artistica (Il mio mestiere e Sipario), della retorica ideologica che sottendeva, in quegli anni, l'impegno politico di una generazione (Al gran ballo delle idee), della morte (Io morirò, Meri Clen), dell'illusione di libertà nell'era del consumismo e della reificazione (la dylaniana Oggetti), dell'indipendenza che si paga con la solitudine (Senza fissa dimora), dell'uguaglianza (Democrazia), ecc.
Signora Giorno è dedicata a Billie Holiday.
Esiste una registrazione live dei brani Don Chisciotte e Democrazia di un concerto che Paoli tenne insieme a Umberto Bindi, Bruno Lauzi e Sergio Endrigo al teatro Sistina il 19 maggio 1978, nell'album L'unica volta insieme.
A Discoring di Gianni Boncompagni, il 12 marzo 1978, presentò Al gran ballo delle idee.
Nella raccolta in CD doppio del 2009 Senza fine, Paoli inaugura l'album proprio con una nuova versione de Il mio mestiere, canzone che dà il titolo all'album del 1977.
Date le scarse vendite, è considerato un album "maledetto" nella storia del cantautore, e non ne è mai stata proposta una versione in CD.
Esiste, ad oggi, soltanto in vinile e in musicassetta.

## Lo spettacolo teatrale
Con la regia e i testi di Arnaldo Bagnasco, Il mio mestiere diviene anche uno spettacolo teatrale prodotto dallo Stabile di Genova che, a differenza del progetto discografico, sembra registrare di volta in volta sempre maggior plauso, fino al "tutto esaurito". "La fortuna di questo spettacolo", dirà Paoli, "si spiega grazie al fatto che i giovani si sono stancati delle canzoni che non suscitano dubbi. Sanno che le incertezze, spesso, aiutano più delle grandi idee".

## Tracce

### Volume 1
1. Sipario
2. Don Chisciotte
3. Senza fissa dimora
4. Meri Clen
5. Madama Malinconia
6. 67 parole d'amore
7. Signora Giorno
8. Io morirò
9. Al gran ballo delle idee

### Volume 2
1. Il mio mestiere
2. Sistematicamente
3. Queste piccole cose
4. Quando ti amo
5. Gli amanti brutti
6. Dir di no, dir di sì
7. Democrazia
8. I fiori diversi
9. Oggetti

## Formazione
- Gino Paoli – voce
- Mauro Paoluzzi – percussioni
- Alberto Mompellio – pianoforte, clavicembalo
- Bruno Crovetto – basso
- Gianni Cazzola – batteria
- Renato Sellani – pianoforte
- Sergio Almangano – violino
- Gian Maria Berlendis – violino
- Attilio Donadio – sassofono contralto, clarino
- Beppe Parmigiani – flauto dolce, sassofono soprano